# Praça de Toiros de Évora
A Praça de Toiros de Évora, também denominada Arena d´Évora, foi inaugurada a 19 de Maio de 1889, na cidade de Évora.
A inauguração da Praça de Toiros de Évora decorreu com uma corrida de toiros em 19 de Maio de 1889, sob a presidência do Rei D. Luís I e com a presença da Família Real e da Corte.
Com o decurso dos anos entrou num estado de má conservação e pouca utilização, sendo organizada somente uma corrida anual, durante as Festas Anuais de São João e São Pedro. Neste sentido a Câmara Municipal de Évora firmou em 2003 com os proprietários particulares um contrato de cedência da Praça pelo período de 25 anos, após a realização de obras de requalificação e transformação em espaço multi-usos coberto. Após o decurso das obras a reabertura da Praça decorreu a 24 de Junho de 2007 com a realização de uma corrida de toiros.